# Otfried Deubner
Otfried Deubner (* 19. Dezember 1908 in Königsberg (Preußen); † 16. März 2001 in München) war ein deutscher Klassischer Archäologe und Diplomat.
Deubner, Sohn des Klassischen Philologen und Religionshistorikers Ludwig Deubner und Bruder des Physikers Alexander Deubner, besuchte das Lessing-Gymnasium in Frankfurt und das Berthold-Gymnasium in Freiburg i. Br. bis zum Abitur Ostern 1926. Anschließend studierte er zunächst je ein Semester an den Technischen Hochschulen Stuttgart und München, bevor er in Freiburg, Heidelberg, Berlin, Königsberg und München Klassische Archäologie, Klassische Philologie und Alte Geschichte studierte. Am 17. Dezember 1931 wurde er in München bei Ernst Buschor promoviert. Für 1932–1933 erhielt er das Reisestipendium des Deutschen Archäologischen Instituts. Seit Herbst 1933 war er als Mitarbeiter der Ausgrabungen von Pergamon im Asklepieion tätig. 1935–1936 war er als Hilfsassistent an der Abteilung Rom des Deutschen Archäologischen Instituts angestellt. Von November 1937 bis Februar 1938 leistete er seinen Wehrdienst. Seit dem 1. April 1939 war er als wissenschaftlicher Hilfsarbeiter am Pergamonmuseum in Berlin tätig. Ab dem 11. Juli 1940 arbeitete er als Wissenschaftlicher Hilfsarbeiter im Chiffrier- und Nachrichtenwesen des Auswärtigen Amts.
Nach Kriegsende war er kurz von den Amerikanern interniert, bevor er vom 1. November 1945 bis 31. März 1949 an der Universität Marburg als stellvertretender Assistent lehrte, wo er auch am 18. Dezember 1946 in Klassischer Archäologie habilitiert wurde. Seit April 1946 war er im hessischen Schuldienst tätig und legte am 26. Juli 1946 das Staatsexamen ab. Seit Mai 1949 war er Lehrer an der Schule Schloss Salem. Einen Ruf auf den Lehrstuhl für Klassische Archäologie in Jena lehnte er 1949 ab. 
Zum 7. Dezember 1950 trat er erneut ins Auswärtige Amt ein und war zunächst in der Zentrale in Bonn beschäftigt. Von 1953 bis zur Pensionierung am 31. Dezember 1971 war er als Kulturreferent in den deutschen Vertretungen in Lissabon, Dublin, Damaskus, Karatschi, Bern und beim Heiligen Stuhl tätig. Er lebte zuletzt in München.
Deubner war bis 1975 Mitglied der Archäologischen Gesellschaft zu Berlin.

## Veröffentlichungen (Auswahl)
- Hellenistische Apollogestalten, Athen 1934 (= Dissertation)
- Das Asklepieion von Pergamon. Kurze vorläufige Beschreibung, Berlin 1938
- Ludwig Deubner: Kleine Schriften zur klassischen Altertumskunde, Herausgegeben und mit einer Bibliographie sowie einem ausführlichen Register versehen von Otfried Deubner, Königstein/Taunus 1982, ISBN 3-445-02250-X